# آرکتیک مانکیز
آرکتیک مانکیز (به انگلیسی: Arctic Monkeys) یک گروه راک انگلیسی است. این گروه در سال ۲۰۰۲ درهای گرین در پیرامون شهر شفیلد آغاز به کار کرده‌است.
این گروه شامل الکس ترنر به عنوان خواننده اصلی گروه و گیتاریست، نیک اومالی به عنوان بیسیست، جیمی کوک به عنوان گیتاریست و مت هِلدِرز به عنوان درامر است.
عضو پیشین گروه آندی نیکولسون در سال ۲۰۰۶ بعد از انتشار اولین آلبوم، گروه را ترک کرد. این گروه هفت آلبوم استودیویی منتشر کرده‌اند: هرچه که مردم بگویند هستم، همان چیزیست که نیستم (۲۰۰۶)، کابوس مورد علاقه (۲۰۰۷)، فریب (۲۰۰۹)، بمکش و ببین (۲۰۱۱)، اِی اِم (۲۰۱۳)، ترنکولیتی بیس هتل و کازینو (۲۰۱۸) و ماشین (۲۰۲۲). این گروه همچنین دو آلبوم اجرای زنده منتشر کرده‌است، در آپولو (۲۰۰۸) و لایو در رویال آلبرت هال (۲۰۲۰)، ماشین (۲۰۲۲). آلبوم اول به عنوان سریع‌ترین آلبوم فروخته شده در سبک راک در تاریخ گروه‌های راک بریتانیایی محسوب می‌شود و در سال ۲۰۱۳ مجله رولینگ استون این آلبوم را در لیست ۳۰ آلبوم آغازین برتر تاریخ قرار داد. از بین هفت آلبوم این بند؛ سه آلبوم آنها در لیست هزار آلبوم برتر تاریخ و دو تا از آنها در لیست پانصد آلبوم برتر تاریخ رولینگ استون قرار دارد.
این گروه با بیست و دو نامزدی بریت اواردز در جایگاه دوم بیشترین نامزدی قرار دارند و در مجموع برندهٔ هفت جایزه بریت شده‌است - سه بار برای بهترین گروه بریتانیایی و سه بار هم برای بهترین آلبوم بریتانیایی، این گروه همچنین پنج بار نامزد دریافت جایزه گرمی شده‌است. به علاوه این گروه در سال ۲۰۰۶ برای آلبوم اول خود برنده جایزه مرکوری شده‌است و در سال‌های ۲۰۰۷ و ۲۰۱۳ و ۲۰۱۸ هم مجدداً نامزد دریافت این جایزه شدند. این گروه در فستیوال گلاستونبوری در سال‌های ۲۰۰۷ و ۲۰۱۳ هدلاینر بودند و اجرای اصلی را برعهده داشتند. الکس ترنر با فعالیت در بند آرکتیک مانکیز و سوپر بند د لست شدو پاپتز و آلبوم خاص خودش برای فیلم Submarine 2011؛ دارای شش نامزدی جایزه مرکوری است که بیشترین نامزدی یک شخص برای این جایزه است. الکس ترنر که یک باریتون حرفه ای در سبک صدای خود است؛ بیشتر به عنوان یک آهنگ نویس فوق‌العاده به حساب می‌آید. اشعار قوی و تحریرهای پانک او توجه کسانی مانند جان کوپر کلارک شاعر انگلیسی را نیز به خود جلب کرده و از بهترین ترانه‌نویس‌های قرن بیست یک محسوب می‌شود. الکس ترنر که هنگام تشکیل گروه پانزده سال سن داشته‌است ظرف دو سال راک بریتانیا را زیر و رو کرد و مانکیز را از ستاره‌های راک زیر زمینی به مهم‌ترین جریان اصلی راک در هزارهٔ سوم میلادی تبدیل کرد گویی بریتانیا گمشدهٔ خود را بعد از گروه‌هایی مانند بیتلز و کویین پیدا کرده بود.
آرکتیک مانکیز به عنوان یکی از نخستین گروه‌هایی که از طریق اینترنت و تلاش خود به شهرت رسیده‌اند محسوب می‌شوند، گروهی که به صورت مستقل و بدون کمپانی کار می‌کنند و تبدیل به پرفروشترین و معروفترین گروه ایندی راک (مستقل) شدند؛ مفسران بر این باورند که این گروه راه‌های جدیدی برای معرفی و شناختن گروه‌های تازه‌کار ارائه داده‌اند. این گروه که بیشتر حاصل تقطیر گروه‌هایی مانند بلک سبث، استروکز، و فرانز فردیناند است خود به یکی از تاثیرگذارترین گروه‌ها تبدیل شده‌است. از افرادی که از آرکتیک مانکیز و الکس ترنر به عنوان تأثیر گذار در سبک خود یاد کرده‌اند می‌توان به یانگ‌بلاد، هالزی، هوزیر، نایل هوران، لوييس تاملينسون، برینگ می د هورایزن، مایلی سایرس، والوز و دیو گرول اشاره کرد.

## تاریخچه
سال‌های نخست و اولین قرارداد ضبط (۲۰۰۳–۲۰۰۵)
این گروه تمرینات خود را در یِلو آرچ استودیوز در شهر نیپسِند آغاز کردند و در ۱۳ جوئن ۲۰۰۳ در بار مشروب فروشیِ دِ گرِیپس در شفیلد برای اولین بار اجرا کردند. بعد از چندین اجرا در ۲۰۰۳ این گروه شروع به ضبط نسخه‌های آزمایشی بااستودیوهای توفِلای در شفیلد کردند. در کل ۱۷ نسخه آموزشی ضبط شد و این مجموعه با اسم زیر تفرجگاه روی سی دی‌هایی ریخته شد تا بعد از اجراها به حضار داده شود که بی درنگ در بین هواداران به صورت فایل به اشتراک گذاشته شدند. اسم این مجموعه از اولین نسخه‌های پخش شده سرچشمه می‌گیرد. اولین کسی که این نواسخ آموزشی را پخش می‌کرد برای رده‌بندی این مجموعه اسمی برگرفته از جایی که آن را دریافت کرده بود برای آن انتخاب کرد، او در تفرجگاه لب ساحل این سی دی را دریافت کرده بود. آرام آرام، هرچقدر این نواسخ بیشتر پخش می‌شد، این مجموعه بیشتر با اسم شناخته می‌شد. این موجب به وجود آمدن یک باور اشتباه در میان طرفداران شده‌است که زیر تفرجگاه اولین آلبوم این گروه بود یا اینکه آن مجموعه نواسخ اصلی هم با این اسم منتشر شده‌اند در صورتی که این صحیح نیست. البته خود گروه با به وجود آمدن این سوءتفاهم مخالف نبودند و در این مورد گفتند: " ما آن مجموعه را برای اینکه پول از آن دربیاوریم ضبط نکردیم. ما داشتیم آن‌ها را مجانی به مردم میدادیم - این باعث می‌شد که افراد بیشتری آن‌ها را بشنوند. " وقتی از آن‌ها در مورد محبوبیت حساب مای اِسپِس گروه در مصاحبه با مجله پِریفیکس سؤال شد، در جواب گفتند که آن‌ها از این حساب خبر نداشته‌اند و اینکه احتمالاً توسط یکی از طرفدارانشان ساخته شده. این گروه کم‌کم در شمال انگلستان محبوبیت پیدا کردند، و مورد توجه رادیو بی‌بی‌سی و روزنامه‌های بریتانیایی قرار گرفتند. یک عکاس محلی به اسم مارک بول، از اجراهای گروه فیلم‌هایی ضبط کرد و موزیک ویدئویداستان‌های دروغین سان فرانسیسکو را ساخت و همراه مجموعه زیر تفرجگاه، آن را روی وب سایتش منتشر کرد. آرکتیک مانکیز اولین تک‌آهنگ خود را با اسم پنج دقیقه با آرکتیک مانکیز را با لقب ضبط خود به اسم "بنگ بنگ" ضبط کردند که شامل آهنگ‌های داستان‌های دروغین سان فرانسیسکو و از تجمل تا خورده سنگ بود. این انتشار محدود به تنها پانصد سی دی و هزار صفحه گرامفون بود اما در آیتیونز برای دانلود قرار داده شد. چندی نگذشت که این گروه در فستیوال ردینگ و لیدز در سِن "کارلینگ" که برای گروه‌های نه چندان پر طرفدار استفاده می‌شد اجرا کردند. این اجرای گروه در میان حضار و رسانه‌ها صدای زیادی کرد. سر انجام، این گروه با کمپانی دومینو قرارداد امضا کردند. گفته می‌شد که این گروه توجه یکی از صاحبان کمپانی به اسم لورنس بِل را جلب کرده بودند که تنها با گروه‌هایی که شخصاً از آن‌ها خوشش میامد قرارداد می‌بست. رسانه بریتانیایی به اسم دیلی استار گزارشی منتشر کرد مبنی بر اینکه بعد از قرارداد دومینو این گروه با ای اِم آی هم یک قرارداد انتشار ۱ میلیون پوندی و همچنین یک قرارداد ۷۲۵۰۰۰ پوندی با شرکت اِپیک رکردز در آمریکا امضا کرده‌است. این گروه این خبر را تکذیب کرد و دیلی استار را هم نامعتبر خواندند. هرچند که دومینو حق انتشار در استرالیا و نیوزیلند را به ان‌ام‌ئی واگذار کرده بود و حقوق ژاپنی را هم به شرکت مستقل هُستِس. اولین تک‌آهنگ گروه با شرکت دومینو " من شرط می‌بندم توی سالن رقص خیلی خوش قیافه‌ای " بود که در چَپِل اِستودیوز در لینکنشایر ضبط شد و در ۱۷ اکتبر ۲۰۰۵ منتشر شد که مستقیماً به شماره یک در جدول تک‌آهنگ‌های بریتانیا رسید که رقبایی همچون رابی ویلیامز و سوگا بیبز را کنار زد. دو هفته قبل برای اولین بار اسم این آهنگ بر روی جلد مجله اِن اِم ‌ای قرار داده شده بود. دومین تک‌آهنگشان به اسم وقتی خورشید غروب می‌کند (با اسم قبلی به درد نخور) در ۱۶ ژانویه ۲۰۰۶ منتشر شد که همچنین به صدر جدول تک‌آهنگ‌های بریتانیا رسید که ۳۸۹۲۲ نسخه فروش کرد که جایگاه شِین وارد را از او دزدید. موفقیت این گروه منجر به ایجاد تفکراتی در مورد طریقه‌های جدید برای معرفی گروه‌های جدید شد.